# Химберген
Химберген (њем. Himbergen) општина је у њемачкој савезној држави Доња Саксонија. Једно је од 29 општинских средишта округа Илцен. Према процјени из 2010. у општини је живјело 1.777 становника. Посједује регионалну шифру (AGS) 3360011.

## Географски и демографски подаци
Химберген се налази у савезној држави Доња Саксонија у округу Илцен. Општина се налази на надморској висини од 56 метара. Површина општине износи 39,5 km². У самом мјесту је, према процјени из 2010. године, живјело 1.777 становника. Просјечна густина становништва износи 45 становника/km².